# Jocelyn B. Smith
Pour les articles homonymes, voir Smith.
Jocelyn Bernadette Smith est une chanteuse américaine de jazz née le 22 août 1960 à New York dans le Queens.

## Biographie
Résidente berlinoise, elle y très populaire depuis qu'elle a été invité à chanter en 2001 à la porte de Brandebourg en mémoire des  victimes du 11-Septembre. 
Elle est choisie pour chanter en mémoire des victimes de l'attentat du 19 décembre 2016 à Berlin lors de la cérémonie organisée le lendemain en présence de la chancelière allemande Angela Merkel à l'église du Souvenir.

## Discographie
- 1991 : River
- 1992 : Born of Music
- 1997 : Live in Berlin
- 1998 : Blue Lights & Nylon
- 2000 : Margarita
- 2001 : My Christmas Experience
- 2002 : Back to Soul
- 2003 : The Faces of Jocelyn B. Smith – Her Very Best
- 2004 : Secret Place
- 2004 : Phenomenal Woman (avec Till Brönner et Tony Lakatos)
- 2005 : Berlin for New Orleans
- 2006 : ExpressionZZ, Live
- 2013 : Pure & Natural, Direct-to-Disc
- 2013 : Here I Am, Blondell
- 2014 : Boost Your Vocals

### Collaborations
- 1980 : Lenny White, 29
- 1987 : Tangerine Dream, Tyger
- 1999 : Heiner Goebbels, Surrogate Cities
- 1994 : Eloy, The Tides Return Forever

### Compilations
- 2003 : Jo-Jo, Zounds